# Escala de comprimento de turbulência
A escala de comprimento de turbulência ou comprimento característico do turbilhão, {\displaystyle l} é uma das escalas características de fluxos turbulentos em fluidos, referindo-se à dimensão de comprimento dos turbilhonamentos.
Sua obtenção, assim como das demais escalas características é fundamental no desenvolvimento de modelos físicos adequados ao tratamento do comportamento de determinado fluxo turbulento.
É obtido em função da razão entre velocidade característica e tempos característicos dos turbilhões:
{\displaystyle l\,\alpha \,{u}.\tau _{0}}
Onde:
- {\displaystyle u} é a velocidade característica dos turbilhões.
- {\displaystyle \tau _{0}} é o tempo característico dos turbilhões.

Reconhecendo-se que  que {\displaystyle \tau _{0}} e {\displaystyle {u}} podem ser expressos como função da energia cinética e da taxa de dissipação dos turbilhões, {\displaystyle k} e {\displaystyle \varepsilon }, então, o comprimento característico das grandes escalas passar a ser expresso na forma:
{\displaystyle l\,\alpha \,{\frac {k^{3/2}}{\varepsilon }}}